# Porlamar

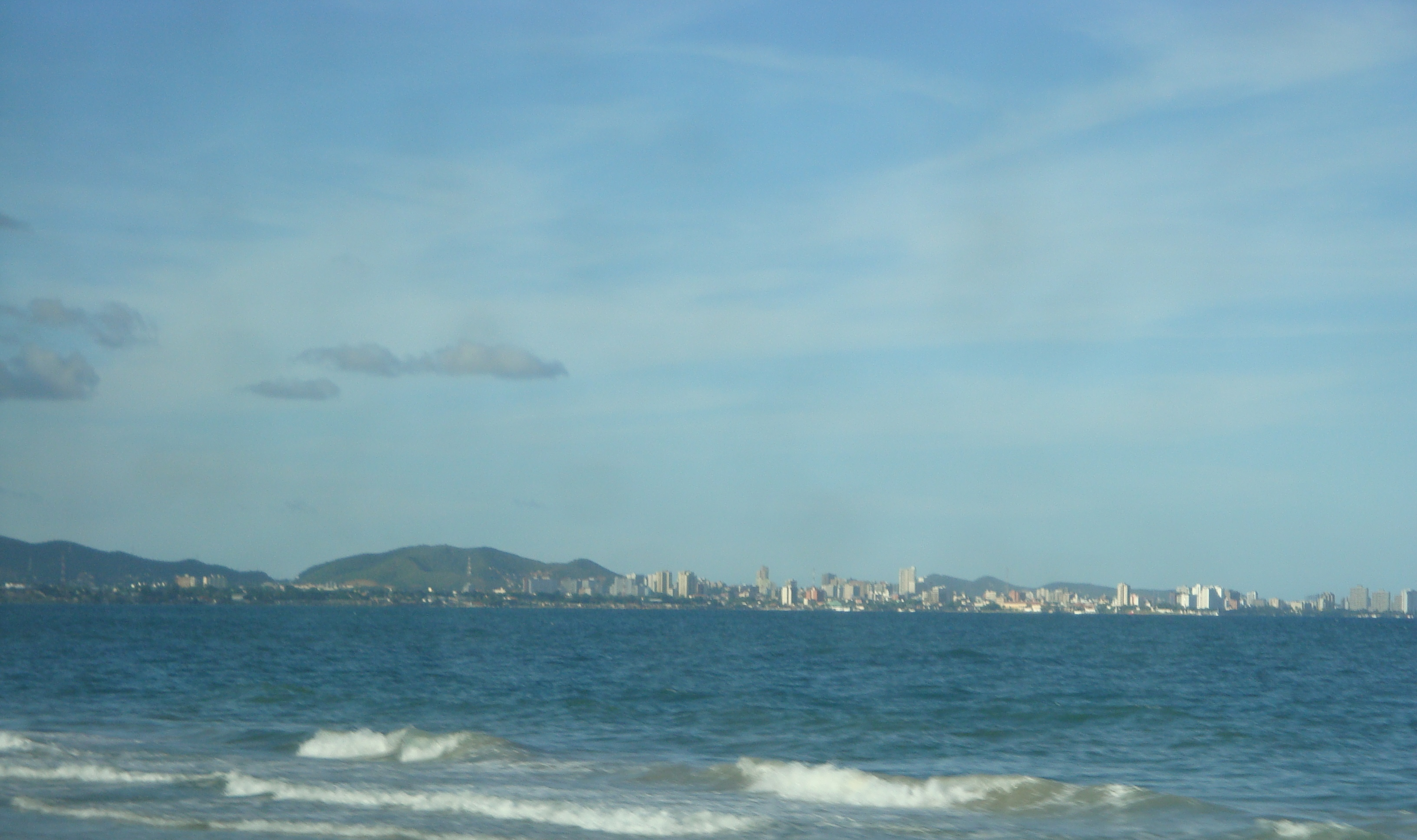
Vista de Porlamar

Porlamar és una ciutat situada al sud-est de l'illa de Margarita, Veneçuela. Capital del municipi Mariño a l'estat Nueva Esparta és el principal centre urbà i econòmic de l'illa. La població segons el cens de 2011 fou de 97.830 habitants.

## Geografia
Es troba al litoral SE de l'illa de Margarita. El seu port és l'àmplia badia de Guaraguao, protegida dels vents del NE pel cap El Morro. Travessa la localitat el rio el Valle, d'escasses aigües durant gran part de l'any. La temperatura mitjana és de 27 °C amb extrems de 37 i 18,5 °C. Les precipitacions mitjanes anuals són de 512 mm.

## Història
En 1526 la governadora Isabel Manrique va enviar els seus tinents Pedro de Villardiga i Pedro Alegria, a construir un fort a la badia de Guaraguao, anomenat de San Pedro Mártir. Als volts de l'any 1533 existia a la vall de l'Espíritu Santo una vila amb aquest nom, el 26 de març 1536 fra Francisco de Villacorta funda oficialment la nova vila i construeix l'església sota l'advocació de la Mare de Déu de l'Assumpció. Se li coneixia amb el nom de Poble i Port de la Mar i per 1545 estava acabada la fortalesa. Destruïda per pirates l'any 1555 i pel Tirà Lope d'Aguirre en 1561, va ser traslladada cap a 1567 a la vall de Santa Llúcia per Pedro González Cervantes d'Albornoz, amb el nom de La nuestra Señora de la Asunción; l'antic assentament rebria el nom de Poble de la Mar o Poble Vell i va quedar com a port o desembarcador habitat per indígenes. El governador Miguel Maza de Lizana en 1580, deia que era al Poble de la Mar on es concentraven la major quantitat d'indígenes i va ordenar fer-hi un poble d'indis. En 1583 i 1589 va ser de nou atacada pels pirates anglesos John i William Hawkins, respectivament, aquest últim es refereix a ella com «el Poble Vell de la Mar». El 22 maig 1593 va desembarcar allà, amb 4 vaixells i 400 homes, el pirata anglès John Burg, entaulant batalla amb els pobladors, al comandament del governador Juan Sarmiento de Villandrando, qui va morir en defensa de la població i Felipe de Linares i Torrellas, de l'Assumpció. Porlamar va ser atacada en diverses ocasions per corsaris anglesos, francesos i holandesos durant el segle xvii, entre ells per Hendrick Bowdoin. En 1757 un grup de pescadors va tornar a establir-se en el lloc de Guaraguao, al voltant de l'ermita de Sant Nicolau de Bari; l'any següent figura com a poble d'indis en el cens aixecat pel governador Alonso del Rio, qui diu que tenia 242 cases i 627 h. El 24 d'agost de 1764, els veïns van sol·licitar al governador que els permetés reconstruir les ruïnes de l'ermita de Sant Nicolau de Bari, prop del fort, antic lloc de la població. En 1766 va ser erigida en parròquia eclesiàstica. Durant la Guerra d'Independència va ser arrasada pels realistes en 1817, quedant destruïda fins a l'església. El 8 agost 1832 la parròquia va ser reedificada novament i al gener de 1833 va ser agregada a la de l'Espiritu Santo, i es va acabar en 1864. Pel 1860 tenia Societat Filantròpica i Progressista que estimulava el comerç. En 1873 tenia 2.655 h. En 1891 va ser declarada parròquia civil i arriba la primera impremta a Porlamar. El 1895 es construeix el far i s'instal·la lògia maçònica Estabilitat núm. 62. Per 1897 va ser construït el moll i un any després el pont Fajardo. El port va quedar connectat telefònicament amb l'exterior mitjançant el cable francès, instal·lat en 1900. El 1918 es va construir el seu primer hospital Dr Luis Ortega.